# Eugène Godard II
Pour les articles homonymes, voir Godard.
Eugène Godard II (Eugène Pierre Gabriel Godard), né le 25 septembre 1864 à Paris 17e et mort le 11 novembre 1910, est un aéronaute français.

## Biographie
Eugène Godard II est le fils d’Eugène Godard (1827 - 1890), aéronaute et fondateur de la dynastie du même nom. Eugène II participe à sa première ascension en ballon libre à gaz en 1867, avec son père, pendant l’Exposition universelle de 1867 de Paris. Après le siège de Paris de 1870 pendant lequel les aéronautes Godard s’illustrent et construisent une grande partie des ballons-poste sous la direction d’Eugène, Eugène II poursuit ses études au lycée de Nantes. Il prend l’habitude d’accompagner son père lorsque celui-ci part ascensionner lors de fêtes publiques. Le 28 septembre 1873, Eugène II réalise avec son père sa seconde ascension, en compagnie de Jules Verne. En 1878, il est attaché avec son père, son oncle Jules et son cousin Louis Godard II à l’exploitation du grand ballon captif d’Henri Giffard de vingt-cinq mille mètres cubes, installé aux Tuileries pour l’Exposition universelle de 1878. À partir de 1888, Eugène II est associé aux Grands Ateliers Aérostatiques du Champ de Mars, situés rue Desaix à Paris, dirigés par Gabriel Yon et Louis Godard II. Une des spécialités de cette grande manufacture, la plus célèbre dans le monde à cette époque, outre les parcs d’aérostation militaires et les ballons en tous genre, est la construction et l’exploitation de grands ballons captifs, imaginés et conçus par Henry Giffard en 1867. C’est dans les ballons captifs qu'Eugène II débute réellement sa carrière. En 1888, il dirige le ballon captif de Barcelone et celui de Paris en 1889, installé avenue Kléber. En 1890, il se rend au Danemark comme professeur d’aérostation auprès du capitaine Edvard Rambusch, fondateur de l’aéronautique militaire danoise. En 1891, il dirige le ballon captif de Chicago et sera grièvement blessé lors de son incendie par la foudre.
En 1892, Eugène II exécute vingt-cinq ascensions de jour comme de nuit à Philippopoli pour la première Exposition bulgare et en revient avec la croix d’officier de l’ordre de Saint-Alexandre. En 1894 et 1895, il séjourne en Égypte, volant au Caire et à Alexandrie. C’est la première fois qu’un homme monte en ballon au pays des pharaons. Malgré la présence de l’armée britannique qui occupe alors le pays, les ascensions ne sont pas exemptes de nombreux dangers. Eugène II survole à plusieurs reprises le désert où sévissent les bédouins. Au Caire, le Khédive lui réserve l’honneur de pénétrer dans son palais pour y faire une ascension privée. Abbas II Hilmi le nomme chevalier du Médjidié. L’année suivante, Eugène II vole à Lisbonne où il réalise une série d’ascensions maritimes.
En 1900, Eugène II est nommé secrétaire du Comité d’installation de la classe 34 (aérostation) de l’Exposition universelle présidé par le commandant Paul Renard et devient membre du Comité d’organisation de la section des exercices physiques qui donnent lieu aux concours de ballons dans le bois de Vincennes. Eugène II participe à quelques-unes de ces courses. Le 24 juin 1900, il remporte le concours d’altitude en compagnie de Jacques Balsan. À bord du Saint-Louis, dénommé ainsi par Balsan en hommage à son constructeur Louis Godard II, Eugène atteint l’altitude de cinq mille cinq cent soixante mètres. Le 19 août, il reçoit le deuxième prix d’atterrissage et le deuxième prix d’Excellence avec le ballon le Sigurd.
Au cours de sa carrière, Eugène Godard II réalise un grand nombre d’ascensions libres. Ses connaissances techniques sont très utiles et appréciées aux Grands Ateliers Aérostatiques de Paris, créés à Saint-Ouen par Louis Godard II en 1899. Toujours associé à son cousin Louis II, Eugène II conçoit de nombreux ballons comme les dirigeables « America-I » (1906), le « Belgique-I » (1909) et le « Belgique-II » (1910).
Atteint d’une maladie mentale incurable, il ne vole plus à partir de 1903, après avoir encore dirigé le ballon captif de Düsseldorf l’année précédente.
Le vendredi 11 novembre 1910, alors que la Meurthe amorce sa décrue, le corps sans vie d’Eugène II est repêché sur la commune d’Art-sur-Meurthe. L’aéronaute s'est jeté dans la rivière en sautant du grand pont de Saint-Nicolas-de-Port près de Nancy.

La tombe d'Eugène Godard II au Cimetière parisien de Saint-Ouen
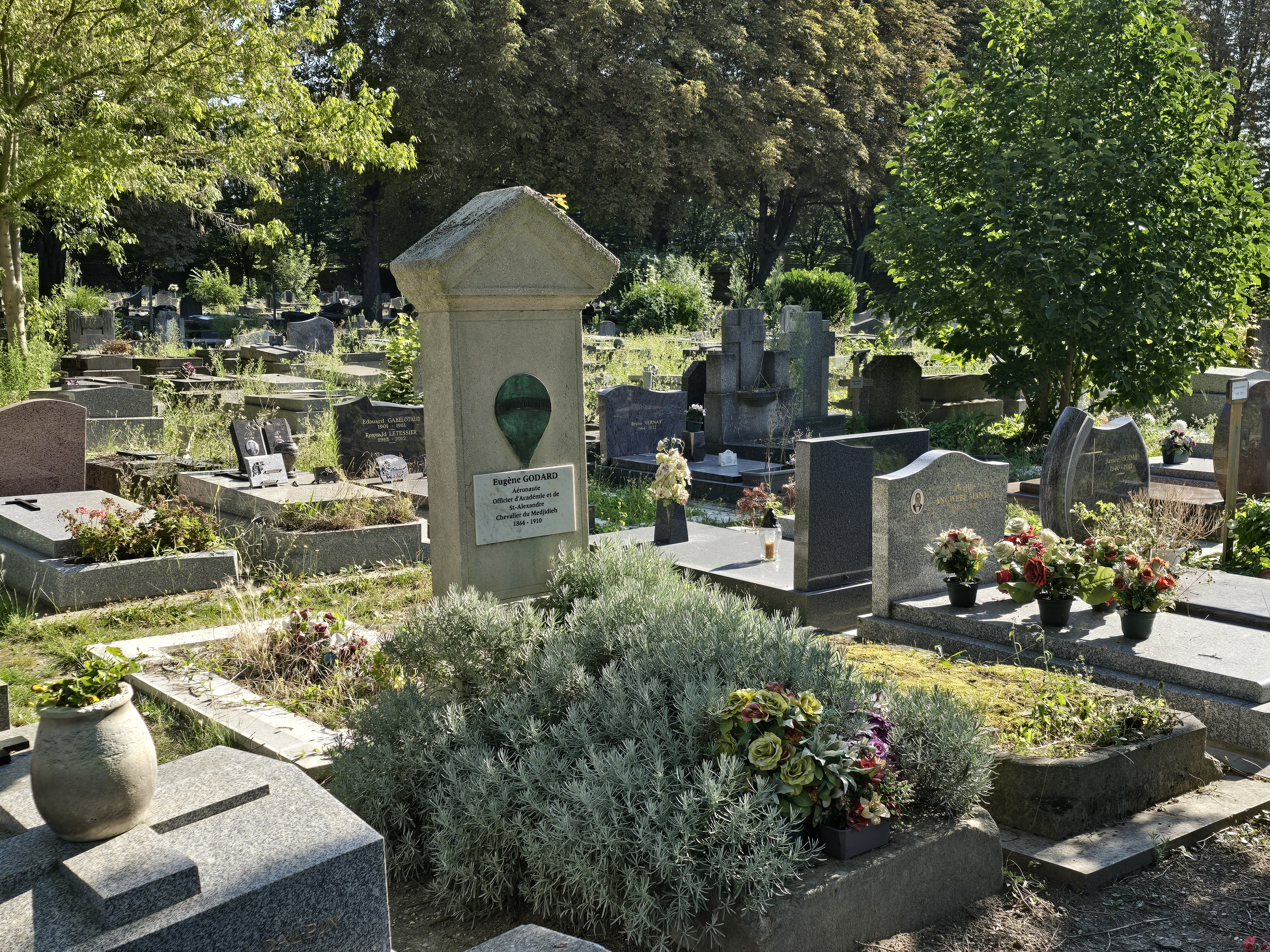
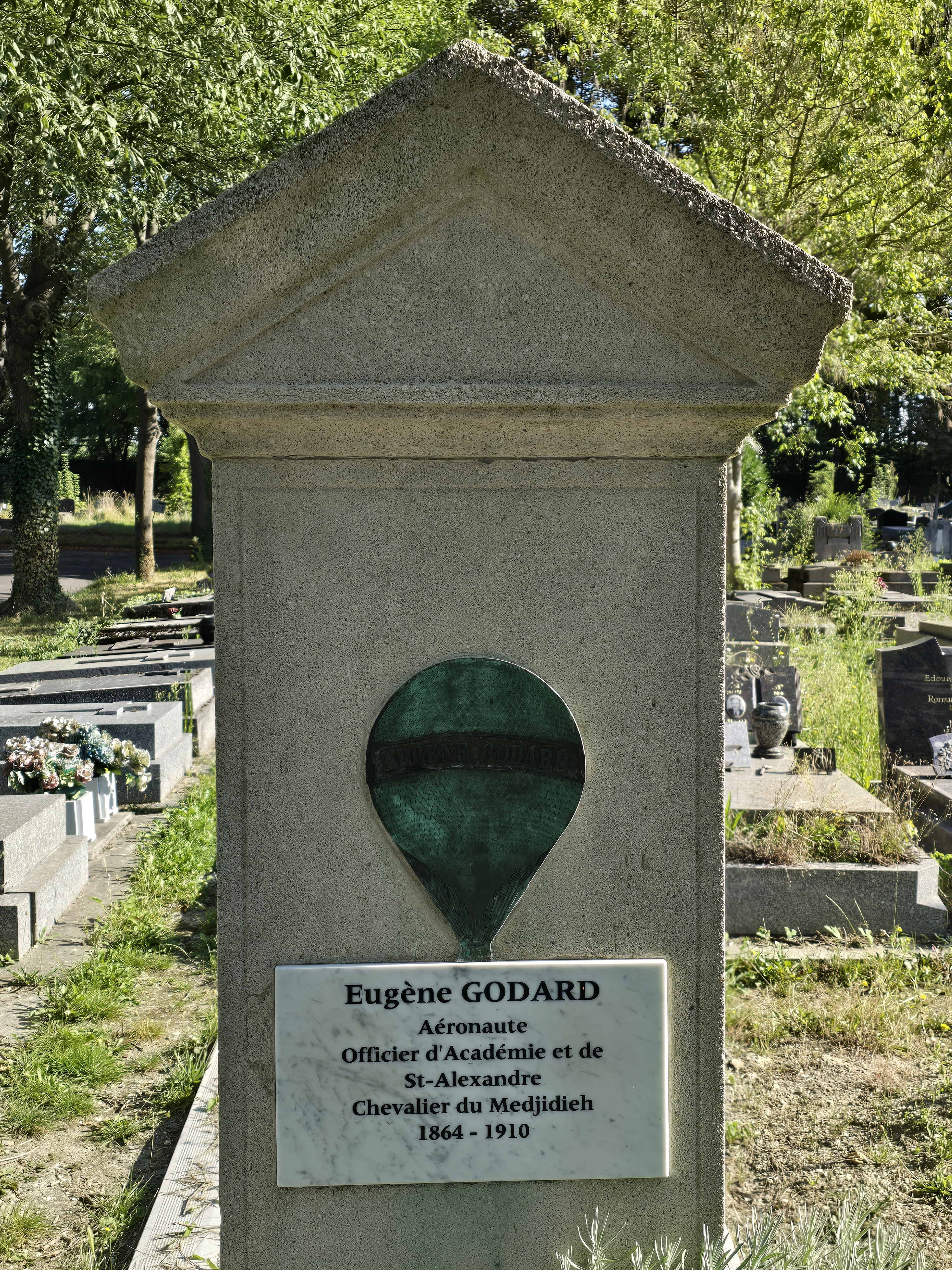

## Sources
- Musée de l'Air et de l'Espace du Bourget